# ガガーリン 世界を変えた108分
『ガガーリン 世界を変えた108分』（ガガーリンせかいをかえたひゃくはっぷん、原題：Гагарин. Первый в космосе、英題：Gagarin: First in Space）は2013年のロシアの伝記映画。ソビエト連邦（当時）の宇宙飛行士、ユーリイ・ガガーリンの人生を描いている。パヴェル・パルホメンコ監督作品。日本では2014年12月20日公開。

## ストーリー
ユーリイ・ガガーリンが世界初の有人宇宙飛行を果たした1961年4月12日の前夜から無事に帰還するまでを、それまでの訓練や少年期の回想を交えながら描く。

## キャスト
- ユーリイ・ガガーリン: ヤロスラフ・ザルニン
- セルゲイ・コロリョフ: ミハイル・フィリポフ
- ヴァレンチナ: オルガ・イヴァノヴァ
- 母親: ナジェジダ・マルキナ
- 父親: ヴィクトル・プロスクーリン